# 土屋正方
土屋 正方（つちや まさかた）は、江戸時代中期の旗本。土屋讃岐守家の第6代当主。

## 生涯
享保12年（1727年）10月9日、父の遺跡を継ぐ。享保16年（1731年）3月5日、江戸幕府8代将軍・徳川吉宗の小姓組の番士として列し、元文4年（1739年）7月19日、徒頭となり、寛保元年（1741年）6月1日に目付となる。大猷院百回の法要や日光山御宮修造などに関係し、宝暦2年（1752年）2月9日に京都町奉行（東町奉行）に昇任し、4月15日に従五位下・越前守に叙任する。宝暦3年12月24日（1754年）、江戸町奉行（南町奉行）となる。明和3年（1766年）1月11日、武蔵国横見郡山野下村123石と地頭方村107石を加増され、千石取りの旗本となった。明和5年（1768年）60歳で没した。法名は慈道。　　

## その他
- 江戸幕府の旗本の数について、俗に「旗本八万騎」と言われるが実際は約5000家余りで、そのうち土屋家のような千石取り以上の旗本は700家ほどであった。

## 知行所
- 相模国愛甲郡猿ヶ島村200石（現神奈川県厚木市）
- 下総国葛飾郡栗ヶ沢村104石（現千葉県松戸市）
- 下総国葛飾郡大谷口村236石（現千葉県松戸市）
- 下総国千葉郡中野村86石（現千葉県千葉市）
- 武蔵国横見郡地頭方村107石（現埼玉県比企郡吉見町地頭方）
- 常陸国鹿島郡武井村200石（現茨城県結城市）
- 武蔵国横見郡山野下村123石（現埼玉県比企郡吉見町山ノ下）

## 年表
- 1709年 - 誕生
- 1727年 - 家督を相続する。
- 1731年 - 徳川吉宗（第8代将軍）の小姓組番士として列する。
- 1739年 - 徒士（徒歩で将軍を警護する下級武士）たちをまとめる役職である徒頭に就任。
- 1741年 - 目付（幕府の監察官役）に任じられる。
- 1752年 - 京都町奉行（東町奉行）に任命され、従五位下越前守を授叙する。
- 1753年 - 江戸町奉行（南町奉行）に転任。江戸市中を取り締まる要職に就任。
- 1766年 - 武蔵国横見郡山野下村三百石を加増され、千石取りの旗本となる。
- 1768年 - 死去